# Bausz Teodorik
Bausz József Teodorik (Somlóvásárhely, 1870. június 14. – Sárvár, 1906. március 16.) bencés tanár, a komáromi múzeumi egyletben a könyvtár őre.

## Élete
Középiskoláit Pápán és Győrött a bencés gimnáziumokban végezte, majd 1888-ban belépett a bencés rendbe, 1895-ben pappá szentelték.
1895–1897 között Pápán két évig, 1898–1902 között Esztergomban öt évig, 1902-től Komáromban három és fél évig a bencés gimnáziumban oktatott, ahol a szavaló kört is vezette. Magyar és latin nyelvet, illetve történelmet tanított. 1905 év végén betegsége miatt szabadságolták, helyét Székely Damáz töltötte be.
1904 októberében Komáromban Péczely és Tóth Lőrinc emléktáblájának leleplezési ünnepségén szónokolt, illetve Alapi Gyula titkárral és Bathó Lajossal Komáromot képviselte Debrecenben Csokonai szobránál a költő halálának százados évfordulóján.
1894-től haláláig a Budapesti Philologiai Társaság tagja. 1905-ben a komáromi múzeumi egylet könyvtárának őréül választották. A Komáromi Iparos Ifjúság Önképző Egyesületének választmányi tagja volt. Szívbajban, más források szerint tüdővészben hunyt el szüleinél. Sárvárott temették el.
Kultsár István Farkas 1781-ben Tihanyról és környékéről készített térképe az ő hagyatékában volt.

## Művei
A helyi lapokban jelentek meg írásai Deák Ferenc emlékezetéről, Kultsár Istvánról, Péczelyről, Tóth Lőrincről. Publikált többek között a Komáromi Újságban és a Komáromi és az Esztergomi Szent Benedek Rend Gimnáziumának értesítőiben.
- 1903 Kultsár István élete és működése. Komáromi gimnázium Értesítője 1902–1903
- 1904 Ünnepi beszéd. A Komárom Vármegyei és Városi Muzeum-Egyesület értesítője 18
- 1905 Tóth Lőrinc. A Pannonhalmi Szent Benedek-rend Komáromi Négy Osztályú Katholikus Gimnáziumának Értesítője az 1904/905. iskolai évről. Komárom[7]